# Humberto González
Humberto González est un boxeur mexicain né le 25 mars 1966 à Nezahualcóyotl.

## Carrière
Passé professionnel en 1984, il devient champion du monde des poids mi-mouches WBC le 25 juin 1989 en battant aux points Lee Yul-woo. Après avoir défendu 5 fois sa ceinture, il s'incline par KO au 6e round face à Rolando Pascua le 19 décembre 1990.
González remporte à nouveau la ceinture WBC le 3 juin 1991 aux dépens de Melchor Cob Castro mais perd le combat de réunification contre le champion IBF, Michael Carbajal, le 16 mars 1993 par KO à la 7e reprise. Il prend sa revanche aux points le 19 février 1994 puis s'incline contre Saman Sorjaturong le 15 juillet 1995.

## Distinctions
- Carbajal - González est élu combat de l'année en 1993 par Ring Magazine.
- Sorjaturong - González est élu combat de l'année en 1995.
- Il est membre de l'International Boxing Hall of Fame depuis 2006.